# Husøy, Nordland
Husøy sau Husøya este o localitate din comuna Træna, provincia Nordland, Norvegia, cu o suprafață de 0,39 km² și o populație de 426 locuitori (2013).